# The Food Gamblers
Pour plus de détails, voir Fiche technique et Distribution.
The Food Gamblers est un film américain réalisé par Albert Parker, sorti en 1917.

## Synopsis
Chargée d'écrire un reportage sur les prix de la nourriture, la journaliste June Justice visite les quartiers où il y a eu des émeutes liées à la nourriture, puis rencontre les détaillants, accusés de tous les maux par les ménagères. Elle finit par interviewer Henry Havens, responsable d'un groupe de spéculateurs. Havens tente d'abord de corrompre June pour qu'elle abandonne son article, mais il finit par tomber amoureux d'elle. Sous son influence, Havens réalise les privations dont il est à l'origine et la rejoint dans son combat pour légiférer contre les spéculateurs. 

## Fiche technique
- Titre original : The Food Gamblers
- Réalisation : Albert Parker
- Photographie : Roy Vaughn
- Production : Allan Dwan
- Société de production : Triangle Film Corp.
- Société de distribution : Triangle Distributing
- Pays d’origine :  États-Unis
- Langue originale : anglais
- Format : noir et blanc — 35 mm — 1,37:1 — Film muet
- Genre : drame
- Durée : 5 bobines
- Dates de sortie :
  - États-Unis : 5 août 1917

## Distribution
- Wilfred Lucas : Henry Havens
- Elda Millar : June Justice
- Mac Barnes : inspecteur de police
- Russell Simpson : Samuel Sloane
- Jack Snyder : Dopey Benny
- Eduardo Ciannelli : l'Italien

## Autour du film
- Ce film a été produit avec l'aide de John J. Dillon, Commissaire aux denrées et marchés de l'État de New York, et fut utilisé pour faire connaître le problème de la spéculation sur les denrées alimentaires[1].